# Lucinda Hinsdale Stone
Pour les articles homonymes, voir Hinsdale et Stone.
Lucinda Hinsdale Stone (pseudonyme, LHS) née le 30 septembre 1814 et morte le 14 mars 1900, est l'une des premières féministes américaines, enseignante, voyageuse, écrivaine et philanthrope. 

## Petite enfance et éducation
Lucinda Hinsdale naît à Hinesburg, Vermont, le 30 septembre 1814. C'est la plus jeune d'une famille de douze enfants, nés de Lucinda Mitchell et Aaron Hinsdale. La famille Hinsdale est une branche de la lignée de Hinnsdale (France) dont les archives remontent à 1170. Leurs armoiries sont décrites dans les archives françaises de la noblesse et exposées dans la bibliothèque Astor. Lucinda est apparentée à Elihu Burritt « le savant forgeron » et à Emma Willard du Troy Seminary . Elle est également apparentée, du côté de sa mère, à l'astronome Maria Mitchell. 
Jeune, elle prend l'habitude de se lever tôt et la conserve toute sa vie durant, disant que : « le meilleur de tout le travail littéraire que j'ai effectué, la plupart des études de langue étrangère, commencées à l'école et que j'ai poursuivies, plusieurs centaines des articles que j'ai écrits pour des journaux, ma correspondance avec des journaux étrangers, les centaines de lettres écrites à des clubs, et presque toute ma correspondance, qui a été volumineuse, a été rédigé tôt le matin, avant que personne ne remue dans la maison. J'ai senti immédiatement que ce moment m'appartenait, et qu'en quelque sorte, la fraîcheur des premières heures du lever du soleil de mon enfance, me reviendrait tôt le matin, et je ne veux pas dormir ou perdre ces premières heures. Quand je voyage à l'étranger, j'explore et j'étudie les cathédrales et d'autres églises remarquables de Rome ou de diverses villes d'Europe, tôt le matin. Ces endroits sont toujours ouverts, c'est le moment le plus calme pour les visiter et j'ai pénétré dans de nombreux coins et recoins de vieilles églises que je n'aurais pas été en mesure d'observer quand des foules d'autres visiteurs étaient présents ». 
À l'âge de treize ans, elle entre à l'Académie de Hinesburg. À quinze ans, elle enseigne l'été dans une école de campagne, revient à l'Académie à l'automne et enseigne à nouveau l'été suivant. Les administrateurs de l'Académie, lui octroient le privilège, alors inusité, de suivre des cours de grec et de latin avec les jeunes hommes prêts à entrer à l'université. Elle étudie aussi la musique et le français. Elle ne peut cependant pas entrer à l'Université du Vermont avec eux. 
À l'âge de dix-huit ans environ, elle participe pendant un an à un séminaire pour femmes à Middlebury ; étape considérée comme la phase finale de l'éducation des jeunes femmes. Elle est déçue par l'enseignement qu'elle considère moins étendu ou approfondi que celui de son académie. Elle estime qu'elle pourrait enseigner dans de nombreuses matières. Elle est d'ailleurs sollicitée pour donner des cours pour remplacer des enseignants absents.

## Carrière

### L'enseignante
Lorsqu'elle se rend à l'ouest de Grand Rapids, Michigan pour voir sa sœur Mary Hinsdale Walker, elle rencontre le révérend James Andrus Blinn Stone, un pasteur baptiste, installé à Gloucester, Massachusetts, dont elle a fait connaissance pendant qu'il séjournait à Hinesburg. Le révérend James Ballard de Grand Rapids les marient le 10 juin 1840. Mme Stone a alors vingt-six ans. Ils ont trois fils, Clement Walker (né en 1841), Horatio Hackett (1843-1870) et James Helm (né en 1847). 
Peu de temps après son mariage, M. Stone occupe le poste de professeur de littérature biblique à la Newton Theological Institution pendant environ un an et demi. De là, ils se rendent à Kalamazoo, dans le Michigan, où M. Stone est appelé à prendre en charge l'un des soi-disant « département » de l'Université du Michigan. Ceux-ci, à leur création, sont censés alimenter en permanence l'université, en tant qu'écoles préparatoires devant attirer des étudiants de tout l'État. Mais les départements sont bientôt fermés faute de fonds publics. Un institut baptiste, la première institution littéraire fondée au Michigan, reprend ses activités au Kalamazoo College lorsque le département de l'université ferme. Il se développe grâce aux efforts du Dr Stone, qui obtient une accréditation de la législature d'État du Michigan. 
M. Stone est le premier président du Kalamazoo College entre 1843 et 1863. À cette époque, Lucinda Stone dirige le département des femmes au sein de l'université et y instaure la mixité,. Grâce à son influence, des femmes ont accès au corps professoral de l'Université et des bourses sont accordées aux femmes. Elle prodigue des cours dans tout le Michigan, notamment à Grand Rapids, Jackson, Bay City, Dowagiac, Coldwater, Saginaw, Port Huron, St. Clair, Alpena, Adrian, Monroe, Hillsdale, Lansing, Charlotte, Jackson, Détroit, Eaton Rapids, Flint, Dearborn et Battle Creek. Des clubs de femmes suivent ces cours.

### Militante du droit de vote et de l'abolition de l'esclavage
Lucinda Hinsdale Stone plaide pour le droit de vote des femmes, leur accès à l'éducation et pour l'abolition de l'esclavage,. Mme Stone milite pour faire avancer la cause du vote des femmes. Cependant elle meurt sans avoir vu l'émancipation des femmes devenir réalité. Alors qu'elle enseigne au Burlington Seminary, elle reçoit une invitation à se rendre dans le sud du Mississippi pour enseigner dans la famille d'un riche planteur. C'est lorsqu'elle lorsqu'elle traverse Natchez, Mississippi, pour s'y rendre, qu'elle réalise la signification du mot « abolitionnisme » et de l'esclavage. 
Elle devient proche des dirigeants anti-esclavagistes, parmi lesquels William Lloyd Garrison, Lydia Maria Child, Parker Pillsbury et Frederick Douglass. Elle s'engage auprès des réformatrices qui luttent pour le droit de vote des femmes, Julia Ward Howe, Elizabeth Cady Stanton, Lucy Stone et Susan B. Anthony.

### Journaliste et écrivaine
Durant quarante ans, elle est en relation avec divers journaux d'une manière ou d'une autre. Pendant de nombreuses années elle fait partie du personnel du Detroit Tribune, ses lettres de voyage, signées « LHS », figurant parmi les principales attractions du journal. Sa conviction profonde est que « tout ce qui est vrai, bon et sain, doit être fait par des hommes et des femmes travaillant ensemble, sans jalousie ni préjugé, sans distinction de caste ou de sexe. ». 
Mme Stone est l'auteur de Western Side. En tant que journaliste, elle touche des centaines de milliers de lecteurs avec ses articles liés aux questions sociales et morales. Le Kalamazoo Telegraph, comme de nombreux journaux, publient ses articles et ses lettres détaillées de ses voyages à l'étranger. À la fin du XIXe siècle, Stone est la doyenne des journalistes du Michigan. En 1890 elle participe à la création de la Michigan Woman's Press Association dont elle devient la présidente d'honneur. Elle poursuit son œuvre littéraire presque jusqu'à sa mort. Elle écrit notamment une notice pour le Twentieth Century Club sur la fille du poète écossais Robert Burns. 
Ralph Waldo Emerson est un ami proche et ils correspondent ensemble pendant des années.

### Fondatrice des écoles itinérantes
Lucinda Stone est la première femme aux États-Unis à faire suivre des cours à des étudiantes, hors de l'Université, pour enrichir leurs connaissances en histoire et en littérature. Après de nombreuses années passées à enseigner, les Stone voyagent à l'étranger. Mme Stone constate rapidement les avantages d'étudier l'histoire et l'art sur les lieux de leur création. Elle met en œuvre son idée d' « écoles ou classes itinérantes » en 1867. Son expérience en tant que professeur d'art, de littérature et de langues lui permet de constituer un itinéraire pédagogique très riche. À huit reprises, elle donne des cours à l'étranger, passant entre un an et dix-huit mois sur place à chaque fois. À une occasion, le voyage inclut l'Égypte, la Palestine et la Syrie,.

### Créatrice de clubs littéraires
Stone croit au développement personnel au profit de l'action publique et elle fonde une cinquantaine de clubs littéraires féminins dans le Midwest des États-Unis. La Ladies 'Library Association et le Twentieth Century Club sont respectivement le premier et le dernier des nombreux clubs que fonde Mme Stone à Kalamazoo au cours de sa vie. La Ladies 'Library Association, créée en 1852, a son origine dans un cours d'histoire qu'elle a élaboré et qui fusionne en un club littéraire dont elle prend la présidence. Cette association construit un bâtiment sur Park Street, dans lequel sont rassemblés des tableaux, un statuaire et une bibliothèque. Elle crée également le Club Douglas de Kalamazoo pour les Afro-Américains, auxquels elle a toujours voué de l'intérêt.  
Elle reçoit un doctorat à titre honorifique de l'Université du Michigan. Les divers clubs de l’État dotent l'Université du Michigan d'une bourse perpétuelle à son nom, pour les jeunes femmes qui souhaitent étudier. Les 5 000 $ collectés sont remis à l'Université à l'automne 1905. Un portrait de Mme Stone, communément appelée « la mère des clubs du Michigan », est offert conjointement par les deux sociétés littéraires qu'elle a fondées à Kalamazoo, la Ladies 'Library Association et The Twentieth Century Club.  
De retour de son dernier voyage à l'étranger, à l'âge de soixante-seize ans, elle est nommée pour organiser les Clubs Isabella dans le quatrième district du Congrès, afin que « les centres d'intérêt de la future exposition universelle de Chicago de 1893 soient mieux appréciés par ses membres ».  Elle voyage plusieurs jours par semaine et chaque jeudi, dans sa bibliothèque privée à Kalamazoo, des femmes passionnées du Club Isabella se réunissent autour d'elle. En reconnaissance de son mérite, l'Université du Michigan lui décerne un doctorat en 1891. 
Les Clubs Isabella de l’État cessent leur activité au printemps 1893. Mais un grand nombre d'entre eux se réorganisent sous d'autres noms et conservent leurs effectifs. Le Twentieth Century Club de Kalamazoo est créée par Mme Stone à cette époque. Il prend de l'ampleur et le Stone Memorial Building est construit pour le recevoir. Mme Stone est élue présidente perpétuelle, place qu'elle tient jusqu'à sa mort sept ans plus tard, le 14 mars 1900, à l'âge de 85 ans. Elle est enterrée au Moutain Home Cemetery de Kalamazoo

## Héritage
En 1983, Lucinda Hinsdale Stone est reconnue pour ses efforts pour promouvoir la cause des droits des femmes et elle est intronisée au Michigan Women's Hall of Fame. Elle est célébrée pour avoir plaidé pour l'admission de la première étudiante à l'Université du Michigan, Madelon Stockwell, en 1870. L'Université crée le prix Lucinda Hinsdale Stone Senior Faculty Award en reconnaissance de son engagement pour faire admettre les femmes à l'Université. Un des chapitres des Filles de la Révolution américaine lui est dédié en son honneur. 

### Attribution
- Cet article contient des extraits d'une publication dont le contenu se trouve dans le domaine public. Herbert Cornelius Andrews et Sanford Charles Hinsdale, Hinsdale genealogy : descendants of Robert Hinsdale of Dedham, Medfield, Hadley and Deerfield, with an account of the French family of De Hinnisdal, A. H. Andrews, 1906 (lire en ligne), p. 172
- Cet article contient des extraits d'une publication dont le contenu se trouve dans le domaine public. Literary Century, Michigan Woman's Press Association, Literary Century, 1893, Public domain éd. (lire en ligne)
- Cet article contient des extraits d'une publication dont le contenu se trouve dans le domaine public. Michigan Pioneer et Historical Society, Michigan Historical Collections, vol. 30, The Society, 1906, Public domain éd. (lire en ligne)
- Cet article contient des extraits d'une publication dont le contenu se trouve dans le domaine public. Michigan Pioneer et Historical Society, Michigan Historical Collections, vol. 38, The Commission, 1912, Public domain éd. (lire en ligne), « Mrs. Lucinda Hinsdale Stone, by Mrs. Mary M. Hoyt »
- Cet article contient des extraits d'une publication dont le contenu se trouve dans le domaine public. National Society of the Daughters of the American Revolution, Daughters of the American Revolution Magazine, vol. 55, National Society of the Daughters of the American Revolution, 1921, Public domain éd. (lire en ligne)